# خرامی
خرامی (گرجی: ხრამი، ترکی آذربایجانی: Anaxatır) رودخانه‌ای بلند و طولانی است که از شرق گرجستان تا غرب جمهوری آذربایجان امتداد دارد. طول این رودخانه ۲۰۱ کیلومتر (۱۲۵ مایل) است و در ناحیه قفقاز کوچک واقع شده‌است. این رودخانه شاخه سمت راست رودخانه کورا است. خرامی از کوهستان تریالتی در گرجستان سرچشمه می‌گیرد و به دره‌ای عمیق می‌ریزد. تغذیه آن اساساً از برف انجام می‌شود. سرشاخه‌های آن عبارتند از: رودخانه‌های دبد و ماشاورا. مخزن تسالکا و سه نیروگاه برق‌آبی بر روی رودخانه خرامی ساخته شده‌است.

## نگارخانه

جایگاه خرامی در گرجستان

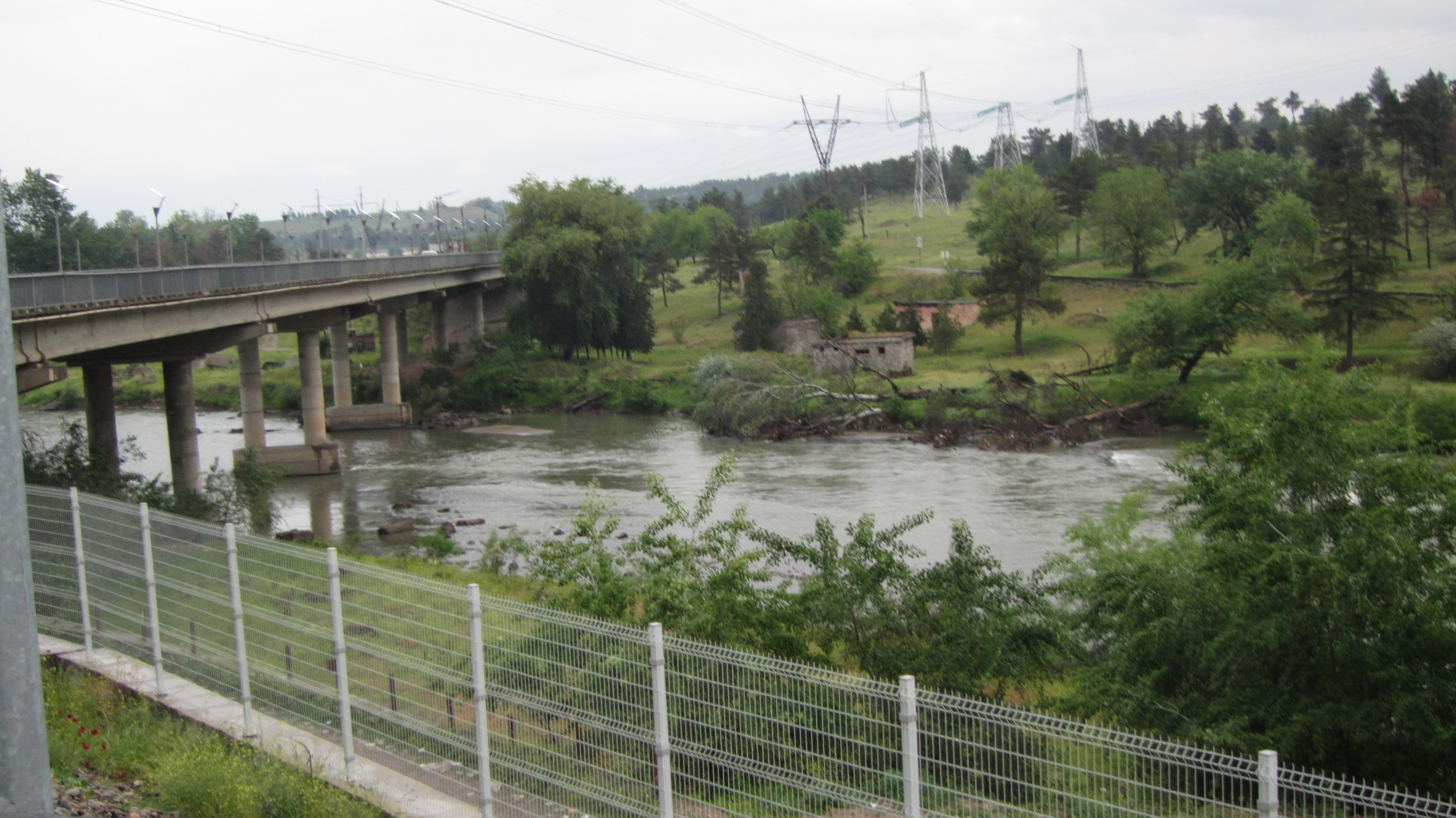
رودخانه خرامی